# Maine Red Claws 2012-2013
La stagione 2012-13 dei Maine Red Claws fu la 4ª nella NBA D-League per la franchigia.
I Maine Red Claws arrivarono terzi nella East Division con un record di 26-24. Nei play-off persero i quarti di finale con i Rio Grande Valley Vipers (2-0).

## Roster
| N° | Naz.                   | Ruolo | Sportivo           | Anno | Alt. | Peso |
| -- | ---------------------- | ----- | ------------------ | ---- | ---- | ---- |
| 4  | Stati Uniti (bandiera) | G     | Andre Barrett      | 1982 | 180  | 79   |
| 7  | Stati Uniti (bandiera) | G     | Curtis Jerrells    | 1987 | 185  | 88   |
| 9  | Stati Uniti (bandiera) | G     | Shelvin Mack       | 1990 | 191  | 98   |
| 11 | Stati Uniti (bandiera) | G     | Gabe Pruitt        | 1986 | 193  | 84   |
| 11 | Stati Uniti (bandiera) | G     | Hank Thorns        | 1989 | 175  | 75   |
| 12 | Stati Uniti (bandiera) | G     | Jermaine Taylor    | 1986 | 196  | 93   |
| 13 | Stati Uniti (bandiera) | G     | Xavier Silas       | 1988 | 196  | 90   |
| 14 | Stati Uniti (bandiera) | G     | Mark Tyndale       | 1986 | 196  | 95   |
| 15 | Stati Uniti (bandiera) | GA    | Micah Downs        | 1986 | 203  | 91   |
| 17 | Stati Uniti (bandiera) | G     | Jeremiah Rivers    | 1987 | 196  | 95   |
| 19 | Stati Uniti (bandiera) | G     | Josh Selby         | 1991 | 188  | 83   |
| 21 | Stati Uniti (bandiera) | A     | Justin Hawkins     | 1985 | 201  | 95   |
| 21 | Stati Uniti (bandiera) | A     | James Mays         | 1986 | 206  | 104  |
| 23 | Nigeria (bandiera)     | GA    | Chamberlain Oguchi | 1986 | 198  | 91   |
| 24 | Stati Uniti (bandiera) | GA    | Omar Reed          | 1987 | 198  | 95   |
| 32 | Canada (bandiera)      | A     | Kris Joseph        | 1988 | 201  | 95   |
| 33 | Stati Uniti (bandiera) | A     | Chris Wright       | 1988 | 203  | 102  |
| 34 | Stati Uniti (bandiera) | A     | DaJuan Summers     | 1988 | 203  | 109  |
| 41 | Brasile (bandiera)     | C     | Fab Melo           | 1990 | 213  | 116  |
| 42 | Stati Uniti (bandiera) | C     | Brian Cusworth     | 1984 | 213  | 116  |
| 42 | Stati Uniti (bandiera) | C     | Garrett Stutz      | 1990 | 213  | 116  |
| 44 | Stati Uniti (bandiera) | C     | Will Foster        | 1988 | 226  | 118  |
| 44 | Stati Uniti (bandiera) | C     | Scott VanderMeer   | 1986 | 213  | 118  |
| 50 | Regno Unito (bandiera) | C     | Chris Ayer         | 1983 | 208  | 113  |

## Staff tecnico
- Allenatore: Mike Taylor
- Vice-allenatori: Tunde Adekola, J.P. Clark
- Preparatore atletico: Jessica Kendall